# Claringbul·lita
La claringbul·lita és un mineral de la classe dels halurs. Rep el seu nom de Gordon Frank Claringbull (1911-1990), antic conservador de mineralogia i director del Museu d'Història Natural de Londres.

## Característiques
La claringbul·lita és un halur de fórmula química Cu₄ClF(OH)₆. Cristal·litza en el sistema hexagonal. És un mineral isostructural amb la barlowita.
Segons la classificació de Nickel-Strunz, la claringbul·lita pertany a «03.DA: Oxihalurs, hidroxihalurs i halurs amb doble enllaç, amb Cu, etc., sense Pb» juntament amb els següents minerals: atacamita, melanotal·lita, botallackita, clinoatacamita, hibbingita, kempita, paratacamita, belloïta, herbertsmithita, kapellasita, gillardita, haydeeïta, anatacamita, barlowita, simonkol·leïta, buttgenbachita, connel·lita, abhurita, ponomarevita, anthonyita, calumetita, khaidarkanita, bobkingita, avdoninita i droninoïta.

## Formació i jaciments
Aquesta espècie ha estat descrita gràcies als exemplars provinents de dues mines: la mina M'sesa, al districte de Kambove, a Katanga, a la República Democràtica del Congo; i a la mina Nchanga, a la localitat de Chingola, a la província de Copperbelt, a Zàmbia.